# 陈小恩
陈小恩（1952年—），浙江三门人，汉族，中华人民共和国政治人物、第十一届全国人民代表大会浙江地区代表。
毕业于杭州大学政治系政治学专业，是中共党员。任浙江省人大常委会代表与委员任免工作委员会副主任、浙江省人大常委会代表资格审查委员会副主任委员。2008年起担任全国人大代表。